# Isaak Markus Jost
Isaak Markus Jost, född 22 februari 1793 i Bernburg, död 22 november 1860 i Frankfurt am Main, var en tysk-judisk pedagog och historieskrivare.
Jost var överlärare vid den judiska realskolan i Frankfurt am Main. Hans viktigaste verk är Geschichte der Israeliten (nio band, 1820–1828), Neuere Geschichte der Israeliten (1846–1847) samt Geschichte des Judenthums und seiner Sekten (1857–1859). Bland hans många övriga arbeten kan nämnas en tysk översättning av "Mishna" (1832–1834; sex band, med punkterad text och en kort kommentar) och åtskilliga polemiska skrifter. Själv redigerade han 1839–1841 veckoskriften "Israelitische Annalen" och 1841–1842 (tillsammans med Michael Creizenach) den hebreiska månadsskriften "Zion". Jost var en av grundläggarna av Institut zur Förderung der israelitischen Literatur.